# Île des Poireaux (Sardaigne)
Pour les articles homonymes, voir Île des Poireaux.
L'Île des Poireaux (en italien Isola dei Porri) est une île italienne rattachée administrativement à Stintino, commune de la province de Sassari, en Sardaigne.

## Description
L'île, inhabitée, est située à une cinquantaine de mètres de la côte sarde ; elle a une forme quasi trapézoïdale.